# 禾市乡
禾市乡原属湖南省安仁县所辖乡；2012年4月13日撤销。以原清溪镇、禾市乡、排山乡、军山乡、城关镇成建制合并设立永乐江镇；原清溪镇、禾市乡、排山乡、军山乡、城关镇的行政区域为新设永乐江镇的行政区域。

## 行政区划
禾市乡撤销前下辖新渡村、禾市村、滩头村、龙头村、白沙村、西江村、谭湖村、谭市村、长冲村、黄竹村、泗江村、石玉村、乐友村。